# Davus sum, non Oedipus
Davus sum, non Oedipus è una battuta recitata da Davo (Atto II, 24) protagonista di Andria, commedia di Terenzio, che significa sono Davo, non Edipo.
"Davo" qui significa un povero schiavo ingenuo; "Edipo", invece, il re mitologico di Tebe, qui nel senso di solutore di enigmi, come quello della Sfinge. Da qui deriva anche il proverbio greco antico "enigmi beoti" (la Beozia era la regione greca su cui regnò Edipo), usato riguardo cose impossibili.
Si allega questa sentenza quando si vuol addurre la propria debolezza come pretesto per non assumere o compiere incarichi troppo alti o difficili.

## Curiosità
- In italiano proverbi simili sono: Fammi indovino, ti farò ricco; Fammi indovino, e non sarò meschino; Fammi indovino, e sarò beato; che sono detti in risposta alla richiesta di congetture assolutamente impossibili.
- Anche Dante, nella Divina Commedia, utilizza una costruzione simile, quando, posto dinanzi alla difficoltà dell'impresa che gli si prospetta, di attraversamento dei tre regni dell'aldilà, dove non si sente all'altezza di Enea e di Paolo, che sono, infatti, personaggi che hanno compiuto una catabasi dice:

(Inferno II, 33)